# Bohn Stafleu van Loghum
Bohn Stafleu van Loghum (of BSL) is een Nederlandse uitgeverij die zich toelegt op boeken, tijdschriften, websites en nieuwsbrieven voor onder anderen medici, paramedici (zoals diëtisten, logopedisten en fysiotherapeuten) en voor verpleegkundigen.
Het bedrijfslogo van Bohn Stafleu van Loghum bestaat uit drie ibissen. Dit beeldmerk is afgeleid van een Egyptische hiëroglief: driemaal het symbool van Tóth. In de Egyptische mythologie is Tóth de god van de letteren, de wetenschap en de kennis. De drie ibissen vormen samen het teken van de macht die van kennis uitgaat en vertegenwoordigen tevens de drie oorspronkelijke uitgeverijen.

## Geschiedenis
De uitgeverij ontstond in 1990 uit een fusie van drie toenmalige Wolters Kluwer-bedrijven: Bohn Scheltema Holkema te Utrecht, Samsom Stafleu te Alphen aan den Rijn en Van Loghum Slaterus te Deventer. Bohn Stafleu van Loghum vestigde zich in Houten, aan De Molen. Vervolgens vestigde het bedrijf zich in juni 2000 in een nieuw, op maat gebouwd bedrijfsgebouw aan Het Spoor 2. Recent is Bohn Stafleu van Loghum verhuisd naar Walmolen 1, wederom in Houten.
Vooral de Bohn-tak kent een lange geschiedenis. In 1752 nam Christoph Heinrich Bohn een Haarlems boekbedrijfje over van Izaak van der Vinne. De firma bestond uit een kleine drukkerij annex uitgeverij en debietzaak (boekhandel). Het was toen nog gebruikelijk om al deze disciplines onder één dak te voeren, voornamelijk bij kleine familiebedrijven. Pas aan het einde van de negentiende eeuw trad er specialisatie op.
In 1875 werd de boekhandel van Bohn opgeheven, waarna de drukkerij aan het begin van de twintigste eeuw werd verkocht.
In de achttiende eeuw gaf de uitgeverij voornamelijk theologische werken uit. Onder Pieter François Bohn, kleinzoon zoon van C.H. Bohn, groeide de firma uit tot een belangrijke literaire uitgeverij. Zo heeft het bedrijf meer dan vijftig drukken van de befaamde raamvertelling Camera obscura van Hildebrand (pseudoniem van Nicolaas Beets) uitgegeven.
Vanaf het begin van de twintigste eeuw ontwikkelde Bohn zich allengs van een literaire tot een wetenschappelijke uitgeverij en werd de grootste uitgeverij voor de gezondheidszorg in Nederland. Van november 2002 tot maart 2007 was het bedrijf onderdeel van PCM Uitgevers. In maart 2007 werden de aandelen van Bohn Stafleu van Loghum overgenomen door het Duitse Springer Science+Business Media en is het bedrijf onderdeel van Springer Nederland. In de periode 2009 tot 2014 was BSL eigenaar van het zorginitiatief ZorgkaartNederland.